# Смесена гръцко-българска емиграционна комисия
Смесената гръцко-българска емиграционна комисия (на френски: Sous-Commission de l'immigration Greco-Bulgare) е създадена в 1920 година след подписване на конвенция между България и Гърция за въпроса на бежанските облигации и изобщо на уреждането на отношенията между двете държави по повод на доброволното изселване на населенията и обмяната им. Комисията се отчита периодично с писмени доклади до Обществото на народите.

## История
В Женева на 18 декември 1920 година е създадена Смесената комисия за гръцко-българска емиграция по силата на член 8 от Конвенцията за взаимна размяна на населението между България и Гърция. Тя се състои от 4 членове, които са назначени от Съвета на Обществото на народите. Комисията е създадена за прилагане на конвенцията между Гърция и България, подписана на 27 ноември 1919 година и подпомага сключването на бежанския заем и уреждането по ликвидацията на бежанските имоти, както и изплащането им. Задачата на комисията е да организира, съблюдава и улеснява свободното движение на малцинствата от едната в другата държава, както и да проведе ликвидацията на недвижимите бежански имоти.